# Барон (отель)
Отель «Барон» (также «Отель Барона») — старейший отель, действующий в настоящее время в Сирии. Он расположен на улице Барон в районе Азизия в центре Алеппо.

## История
Идея строительства роскошного отеля в Алеппо возникла в конце в XIX века, когда представительница армянской семьи Мазлумян (из Восточной Анатолии) направлялась в Иерусалим для паломничества. Проезжая через Алеппо, который уже в то время был космополитическим центром торговли, она заметила, как неуютно себя чувствуют европейцы, останавливаясь в традиционных караван-сараях. Она решила построить в Алеппо отель «Арарат» — первый отель в регионе, построенный в конце XIX века, так как она заметила, как неуютно себя чувствуют европейцы, останавливаясь в традиционных караван-сараях. Несколько лет спустя, перед Первой мировой войной, братья Онниг и Арменак Мазлумян расширили свой бизнес, открыв новый отель Baron's Hotel. После обретения Сирией независимости в 1946 году правительство решило переименовать улицу в «Барон» в честь известности и важности отеля.

## Последние события
В ноябре 2014 года отель был вынужден закрыться из-за Гражданской войны в Сирии. Линия фронта, разделяющая правительственные войска и силы повстанцев, проходила всего в нескольких метрах от здания . На некоторое время отель возобновил работу, несмотря на тяжесть военных условий. Сообщается, что он также был открыт для размещения беженцев, прибывших из сельской местности.

## Знаменитые гости
До Второй мировой войны большинство гостей были британцами, французами или немцами. Британские агенты, выдавая себя за археологов, шпионили за немецкими генералами, в то время как немецкие инженеры строили железнодорожную линию из Берлина в Багдад.
Второй этаж отеля был свидетелем пребывания политических лидеров и многочисленных культурных деятелей: Лоуренс Аравийский спал в номере 202 (в отеле выставлена копия его неоплаченного счета за бар); король Фейсал, провозгласивший независимость Сирии с балкона номера 215; Агата Кристи, написавшая первую часть «Убийства в Восточном экспрессе» в номере 203. Президентский люкс поочередно занимали Шарль де Голль, король Швеции Густав VI Адольф, египетский президент Гамаль Абдель Насер, бывший президент Сирии Хафез аль-Асад, шейх Заид бин Султан Аль Нахайян (основатель Объединенных Арабских Эмиратов) и американский миллиардер Дэвид Рокфеллер . Среди других известных гостей были дама Фрейя Старк, Джули Кристи, мистер и миссис Теодор Рузвельт, Кемаль Ататюрк, леди Луиза Маунтбеттен, Чарльз Линдберг, Гленн Ричер[значимость факта?] и Юрий Гагарин.

## Примечание
1. ↑  Amabile, Flavia (30 октября 2012). The Forgotten of Aleppo's Hotel Baron. Hetq (англ.). Дата обращения: 20 мая 2017.
2. ↑  War in Syria takes toll on Aleppo's oldest hotel, in pictures. The Daily Telegraph (англ.). 19 ноября 2014. Дата обращения: 20 мая 2017.
3. ↑  Stabile, Alberto (5 марта 2016). Silenzio e cecchini nell'Hotel Baron di Aleppo assediata. La Repubblica (итал.).
4. ↑  Oborne, Peter (13 февраля 2016). Aleppo Notebook: the city's terrorist besiegers will now be besieged. The Spectator (англ.). Архивировано 10 августа 2019. Дата обращения: 20 мая 2017.
5. ↑  den Boer, Arjan. Three Continent Train: The Taurus Express to Iraq and Egypt. retours.eu (22 июня 2019). Дата обращения: 3 февраля 2022.
6. ↑  Cowell, Alan (24 февраля 1990). Aleppo Journal; A Small Hotel, Its Memories Fading. New York Times. ISSN 0362-4331. Дата обращения: 20 мая 2017.
7. ↑  Helberg, Kristin. The Hotel Baron in Aleppo. Qantara (19 января 2006). Дата обращения: 5 сентября 2009. Архивировано 21 июля 2007 года.
8. ↑  Tastekin, Fehim (12 января 2017). Return to Aleppo: A squandered legacy. Al-Monitor. Архивировано 23 апреля 2021. Дата обращения: 20 мая 2017.